# San Pietro (Valdastico)
San Pietro è il principale centro abitato, nonché capoluogo, del comune di Valdastico, situato nell'omonima valle in provincia di Vicenza. Vi abitano gran parte delle 1300 persone residenti nel comune e di esso fanno parte anche le località Contra' Costa e Contra' Fozati. 
Fino al 1940 il paese apparteneva al Comune di Rotzo.

## Monumenti e luoghi d'interesse
La chiesa parrocchiale di San Pietro è una monumentale costruzione risalente nella sua forma attuale al secondo dopoguerra. Degno di nota, per la sua antichità, è il campanile, la cui edificazione fu completata nel 1768. 
La seconda chiesa del paese è la Cappella dell'emigrante, appena fuori dal paese, in prossimità del cimitero. Fuori da quest'ultimo è possibile ammirare i tributi ai caduti durante le due guerre mondiali. Si citano anche i diversi capitelli, tra cui quello lungo la strada per Contra' Fozati, quello lungo la via del gorgo e quello arroccato sui monti che sovrastano il paese.

## IlRitorno dal bosco
San Pietro si è reso famoso negli ultimi anni per una manifestazione che ha visto oltre 15000 visitatori per ogni edizione; Il Ritorno dal bosco è una rievocazione storica che racconta il ritorno dei boscaioli dalla montagna, lungo l'antica via della Singela, un tempo percorso obbligato per raggiungere il centro di Valdastico.
A questa sfilata in costume si affiancano numerosissimi stand gastronomici che presentano piatti tipici del vicentino (ad esempio la considera, presentata da Amedeo Sandri nell'edizione 2008) e la tradizionale transumanza. Le prime due edizioni nel 2005 e 2006 hanno preceduto un anno di riposo per poi tornare nell'ottobre 2008.